# Ortoaia, Suceava
Ortoaia (în germană Orth am Schwarzbach) este un sat în comuna Dorna-Arini din județul Suceava, Moldova, România.
 Acest articol despre o localitate din județul Suceava este deocamdată un ciot. Puteți ajuta Wikipedia prin completarea lui.

Ortoaia, Comuna Dorna-Arini, Suceava: O Prezentare Detaliată
Ortoaia este un sat pitoresc situat în comuna Dorna-Arini, județul Suceava, în nordul României. Această zonă este cunoscută pentru frumusețea naturală, tradițiile bogate și ospitalitatea locuitorilor. Ortoaia, cu peisaje montane impresionante și o atmosferă liniștită, reprezintă un loc de refugiu pentru cei care caută să se deconecteze de la agitația vieții urbane.

### Localizare și Acces
Ortoaia se află la o distanță de aproximativ 8 km de Vatra Dornei, una dintre cele mai renumite stațiuni balneoclimaterice din România. Accesul în sat se face ușor, fie cu mașina personală, fie cu mijloacele de transport public din Vatra Dornei. Drumul care leagă Vatra Dornei de Ortoaia este bine întreținut și oferă priveliști spectaculoase asupra munților și pădurilor din zonă.

### Istorie și Cultură
Istoria satului Ortoaia este strâns legată de cea a regiunii Bucovina, o zonă cu o bogată moștenire culturală și istorică. De-a lungul secolelor, Bucovina a fost influențată de diverse culturi, inclusiv cea românească, austriacă și ucraineană, ceea ce se reflectă și în arhitectura tradițională a caselor din Ortoaia, precum și în obiceiurile și tradițiile locale.
Ortoaia este un loc în care tradițiile sunt încă vii. Locuitorii satului păstrează cu sfințenie obiceiurile și sărbătorile populare, cum ar fi colindele de Crăciun, încondeierea ouălor de Paște și hramurile bisericilor. Satul are și o biserică veche, care servește drept centru spiritual pentru comunitate și care adună sătenii la slujbele religioase și evenimentele importante.

### Economie și Activități Locale
Economia locală a satului Ortoaia este predominant agrară, cu accent pe creșterea animalelor și agricultura tradițională. Multe familii din sat se ocupă de creșterea vacilor, oilor și caprelor, producând lactate și carne pentru consum propriu și pentru vânzare. De asemenea, agricultura este o activitate de bază, cu terenuri fertile care permit cultivarea cartofilor, legumelor și cerealelor.
Turismul joacă un rol din ce în ce mai important în economia locală. Ortoaia și întreaga comună Dorna-Arini sunt vizitate de turiști atrași de peisajele montane, traseele de drumeții și posibilitatea de a se relaxa într-un cadru natural nealterat. În ultimii ani, au apărut pensiuni și case de vacanță care oferă cazare turiștilor, contribuind la dezvoltarea economică a zonei.

### Atracții Turistice
Ortoaia și împrejurimile sale oferă numeroase oportunități pentru recreere și explorare. Printre cele mai importante atracții turistice din zonă se numără:
- Muntele Giumalău: Unul dintre cei mai înalți munți din Carpații Orientali, Giumalău oferă trasee de drumeție care duc la vârfuri cu panorame spectaculoase. De pe crestele sale, turiștii pot vedea întreaga Valea Dornelor și munții din jur.
- Râul Bistrița: Râul care străbate comuna Dorna-Arini este ideal pentru activități de pescuit și rafting. Apa cristalină și peisajele de pe malurile râului atrag numeroși iubitori de natură.
- Mănăstirea Acoperământul Maicii Domnului: Situată în apropierea satului, această mănăstire este un loc de pelerinaj pentru credincioși și un punct de interes pentru turiștii interesați de spiritualitate și arhitectură religioasă.
- Trasee de drumeție și ciclism: Regiunea oferă numeroase trasee bine marcate, ideale pentru drumeții, ciclism montan și observarea faunei și florei locale.

### Comunitatea și Viața Cotidiană
Ortoaia este o comunitate mică și strâns unită, unde tradițiile sunt încă păstrate cu sfințenie. Locuitorii satului sunt cunoscuți pentru ospitalitatea lor și pentru dorința de a împărtăși din cultura și obiceiurile lor cu vizitatorii. În fiecare an, satul găzduiește diverse evenimente culturale, cum ar fi festivaluri folclorice, târguri și sărbători religioase.
Deși viața în Ortoaia este marcată de simplitate, locuitorii se bucură de avantajele tehnologiei moderne, care le permite să mențină legătura cu lumea exterioară. Satul beneficiază de infrastructură modernă, inclusiv drumuri asfaltate, rețele de apă și electricitate, și acces la internet.

### Concluzie
Ortoaia, satul din comuna Dorna-Arini, Suceava, este un loc unde tradițiile și natura se îmbină armonios, oferind o experiență autentică celor care îl vizitează. De la peisajele montane impresionante la ospitalitatea locuitorilor, Ortoaia este un loc care merită descoperit și explorat. Indiferent dacă ești în căutarea unei vacanțe liniștite sau a unei experiențe culturale autentice, Ortoaia îți va oferi amintiri de neuitat.